# Iowa City
Iowa City és una ciutat de l'Estat d'Iowa, als Estats Units. Forma part del comtat de Johnson, del qual és la capital; anteriorment també ho havia estat del Territori d'Iowa (1841–1849). Segons el cens del 2000, té una població de 62.220 habitants.